# ピウパイト
ピウパイト(Piypite)は、組成式K2Cu2O(SO4)2の、カリウムと銅を含む珍しい硫酸塩鉱物である。結晶系は正方晶であり、針状結晶または塊として産出する。個々の結晶の断面は正方形で、しばしば空洞である。色はエメラルドグリーンから黒色で、ガラス状～脂肪光沢を持つ。
1982年にロシアのトルバチク山で初めて記載されたが、イタリアのヴェスヴィオやドイツバート・エムスのスラグ鉱床でも報告されている。噴気孔の環境では、火山昇華物として産出する。カムチャッカの模式地で関連する鉱物には、岩塩、カリ岩塩、ラングバイナイト、黒銅鉱、赤鉄鉱、トルバチアイト、ドレロファン石、ウルソバイト、硫酸カリ鉱、ポノマレバイト、塩化鉛鉱、水藍石、ユークロール石、アベリエバイト、フェドトフ石、アラース石、アルモクリュチェフスク石、ナボコアイト、ラメル石等がある。ヴェスヴィオでは、パラアタカマ石とともに産出する。